# Winfried Aymans
Winfried Aymans (* 2. Juli 1936 in Bonn; † 6. August 2023 in München) war ein deutscher römisch-katholischer Priester sowie Kirchenrechtler und Hochschullehrer.

## Leben
Winfried Aymans studierte ab 1956 Katholische Theologie an der Rheinischen Friedrich-Wilhelms-Universität Bonn, Ludwig-Maximilians-Universität München und Universität zu Köln und empfing am 22. Februar 1962 die Priesterweihe für das Erzbistum Köln. Ab 1964 studierte er in München kanonisches Recht und wurde 1968 mit einer Arbeit über Kollegium und kollegialer Akt im kanonischen Recht zum Dr. iur. can. promoviert. 1970 habilitierte er sich an der Ludwig-Maximilians-Universität München mit der Schrift „Das synodale Element in der Kirchenverfassung“. 1971 erhielt er einen Ruf an die Universität Trier, 1975 wechselte er an die Rheinische Friedrich-Wilhelms-Universität Bonn. Ab 1978 hatte er genau 25 Jahre den Lehrstuhl seines Lehrers Klaus Mörsdorf an der Ludwig-Maximilians-Universität München inne. Zudem war er Leiter des Kanonistischen Instituts der Universität München, das im Jahr 2001 in „Klaus-Mörsdorf-Studium für Kanonistik“ umbenannt wurde. 2003 wurde er emeritiert.
Winfried Aymans starb Anfang August 2023 im Alter von 87 Jahren in München.

## Wirken
Winfried Aymans engagierte sich bei der Reform des kirchlichen Gesetzbuches CIC, dem Codex Iuris Canonici, das 1983 die Fassung von 1917 ersetzte. Er war langjähriges Mitglied des Päpstlichen Rates für die Auslegung der Gesetzestexte. Er veröffentlichte maßgebliche Werke zum Kirchenrecht. Vor allem hat er die Neubearbeitung des von Eduard Eichmann begründeten und von Klaus Mörsdorf fortgesetzten Lehrbuchs des Kirchenrechts unter dem Titel „Kanonisches Recht“ (vier Bände) übernommen.
Aymans war Doktorvater von Erzbischof Georg Gänswein, der bei ihm mit einer Arbeit über „Kirchengliedschaft gemäß dem Zweiten Vatikanischen Konzil“ promoviert wurde. 2017 war Aymans einer von rund 250 Unterzeichnern einer an Papst Franziskus gerichteten „Zurechtweisung wegen der Verbreitung von Häresien“ (lateinisch: Correctio filialis de haeresibus propagatis).
Aymans war seit 1958 Mitglied der K.D.St.V. Rheno-Franconia München im Cartellverband der katholischen deutschen Studentenverbindungen.

## Ehrungen und Auszeichnungen
- Prälat (1985)
- Apostolischer Protonotar (2001)

## Schriften (in Auswahl)
- Kirchliche Vereinigungen. Ein Kommentar zu den vereinigungsrechtlichen Bestimmungen des Codex Iuris Canonici. Paderborn 1988.

- Aymans-Mörsdorf, Kanonisches Recht. Lehrbuch aufgrund des Codex Iuris Canonici, begründet von Eduard Eichmann, fortgeführt von Klaus Mörsdorf, neu bearbeitet von Winfried Aymans. Dreizehnte, völlig neu bearbeitete Auflage. Schöningh, Paderborn-München-Wien-Zürich, 1997–2013.
  - Band I: Einleitende Grundfragen und Allgemeine Normen (1991).
  - Band II: Verfassungsrecht und Vereinigungsrecht (1997).
  - Band III: Verkündigungsdienst und Heiligungsdienst (2007).
  - Band IV (unter Mitarbeit von Christoph Ohly): Vermögensrecht, Sanktionsrecht und Prozeßrecht (2013).
- Kirchenrechtliche Beiträge zur Ekklesiologie. Duncker und Humblot, Berlin 1995, ISBN 978-3-428-08252-0.

- als Hrsg.: 11 Kardinäle zu Ehe und Familie. Essays aus pastoraler Sicht. Herder, Freiburg/Basel/Wien 2015, ISBN  978-3-451-30366-1.

- Autorität in der Kirche. Hoheitliches Lehramt und wissenschaftliche Theologie im Lichte des kanonischen Rechts. In: Benjamin Leven (Hrsg.): Unabhängige Theologie – Gefahr für Glaube und Kirche? Herder, Freiburg/Basel/Wien 2016, ISBN  978-3-451-37609-2, S. 33–43.